# Bianca Andreescu
Bianca Vanessa Andreescu (Mississauga, 16 giugno 2000) è una tennista canadese di origini rumene.
Nel corso della sua carriera si è aggiudicata tre titoli WTA, tra cui una prova del Grande Slam: lo US Open 2019, diventando la prima tennista canadese ad essersi aggiudicata un Major e, a 19 anni, la prima teenager a realizzare l'impresa dai tempi di Marija Šarapova (poi superata da Emma Raducanu nel 2021). Vanta inoltre la vittoria del WTA 1000 di Indian Wells e della Rogers Cup sempre nel 2019; quest'ultimo titolo mancava nella bacheca canadese da cinquanta anni, quando ad aggiudicarselo fu Faye Urban.
Con la 4ª posizione in classifica mondiale, raggiunta il 21 ottobre 2019, diventa la tennista canadese con il miglior piazzamento di sempre in classifica, superando il record precedentemente detenuto da Eugenie Bouchard (5ª posizione raggiunta nel 2014).

## Biografia
Bianca Andreescu è nata nella città canadese di Mississauga il 16 giugno 2000, figlia di genitori entrambi rumeni. Ha iniziato a giocare a tennis all'età di sette anni a Pitești, in Romania, per poi ritornare in Canada ed entrare a far parte del Tennis Canada's National Training Program di Toronto dall'età di undici anni. I suoi idoli sono Kim Clijsters e Simona Halep. Nel circuito juniores ha vinto l'Australian Open in singolare, mentre in doppio il Roland Garros, entrambi nel 2017. È allenata da Sylvain Bruneau.

## Carriera

### 2014: junior
Nel 2014 vince la trentaduesima edizione del Les Petits As, i campionati mondiali juniores che si tengono ogni anno a Tarbes, in Francia.

### 2015-2017: circuito ITF
A soli 15 anni, nel 2015, la tennista raggiunge la sua prima finale ITF a Gatineau, dove viene sconfitta dalla statunitense Alexa Glatch con il risultato di 4-6, 3-6 e partecipa alle qualificazioni del torneo Premier 5 di Toronto. Nel 2016 al torneo di Gatineau vince il suo primo titolo ITF nel singolare e nel doppio, ma successivamente perde entrambe le finali al torneo ITF di Saguenay. Nello stesso anno partecipa alle qualificazioni del torneo Premier 5 di Montréal ma al secondo turno perde dall'ucraina Kateryna Bondarenko. Nel 2017 vince i tornei ITF di Rancho Santa Fe e di Santa Margherita di Pula, rispettivamente contro le statunitensi Kayla Day e Bernarda Pera e l'anno si conclude con la vittoria anche nel doppio al torneo di Saguenay.

### 2017-2018: prima finale WTA in doppio

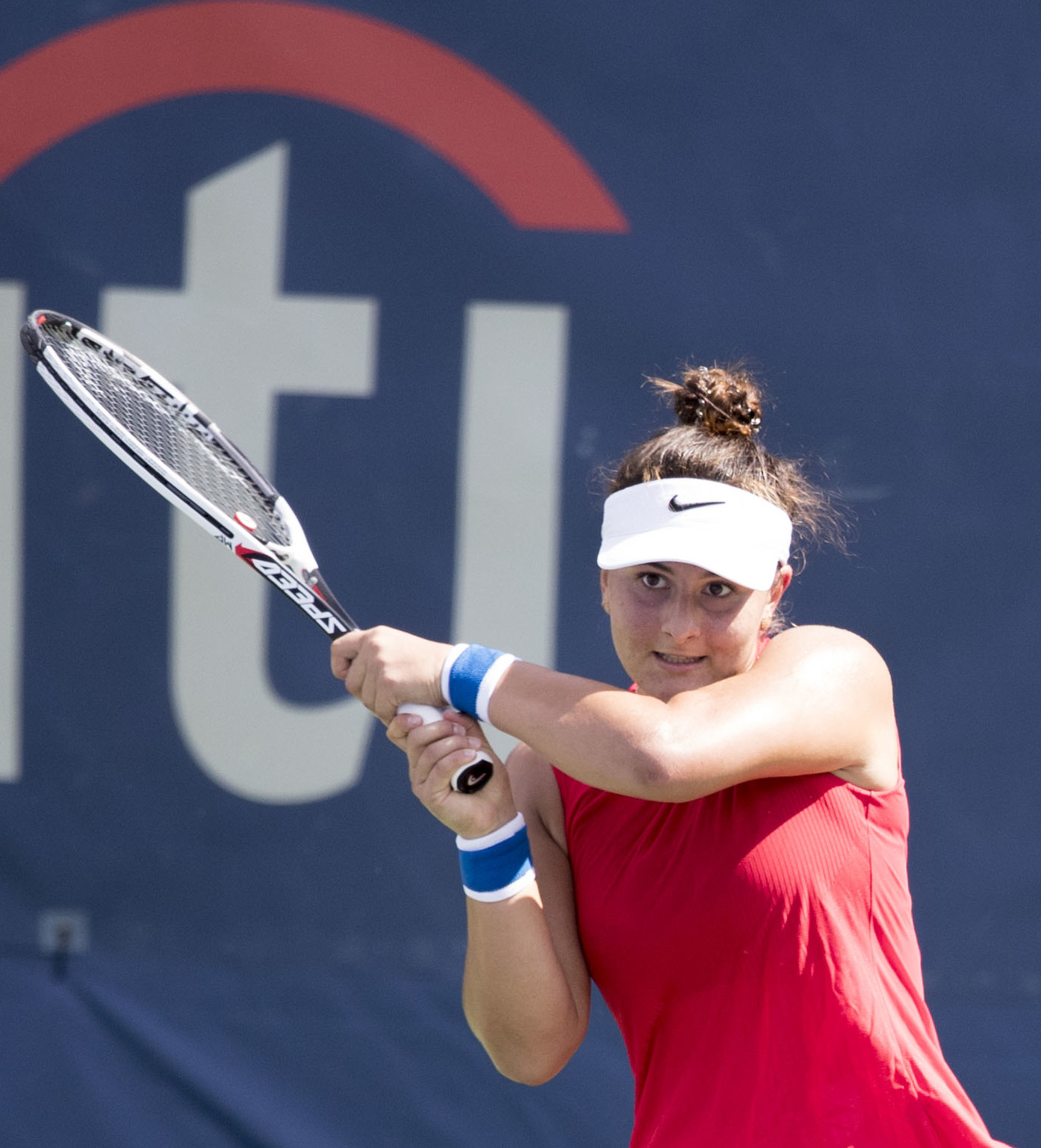
Bianca Andreescu a Washington nel 2017

Prende parte alle qualificazioni per il Roland Garros, ma viene sconfitta nel primo turno da Tereza Smitková con il punteggio di 1–6 6–3 3–6. A Wimbledon riesce ad estromettere tutte e tre le avversarie nelle qualificazioni, per poi uscire di scena nel primo turno per mano di Kristína Kučová (4–6 3–6). Disputa il torneo di Washington eliminando in rimonta Camila Giorgi e Kristina Mladenovic per 6–2 6–3, prima di cedere ad Andrea Petković (7–6(3) 1–6 2–6). Nel doppio, in coppia con l'americana Louisa Chirico, raggiunge i quarti di finale, perdendo poi dalla coppia Jessica Moore e Jocelyn Rae. A Toronto viene sconfitta in due sets da Tímea Babos all'esordio, mentre nel doppio raggiunge il secondo turno. Tenta di entrare nel main draw agli US Open, ma fallisce venendo sconfitta da Liu Fangzhou. Nel torneo del Quebec, in patria, supera facilmente Jennifer Brady, ma viene estromessa da Lucie Hradecká in tre parziali. Tuttavia, in doppio raggiunge la prima finale WTA in carriera con la connazionale Carson Branstine, dove vengono sconfitte nettamente dalla coppia Babos/Sestini Hlaváčková. Nei tornei di Linz e Lussemburgo non va oltre il primo turno di qualificazione.
Il 2018 inizia con l'eliminazione al primo turno di qualificazioni agli Australian Open, mentre al Roland Garros non va oltre il terzo turno di qualificazione, come a Wimbledon. Agli US Open viene sconfitta al primo turno di qualificazione.

### 2019-2020: vittoria agli US Open, top 5 e stop per infortunio
Inizia la stagione come la 152ª tennista del ranking e prende parte al torneo di Auckland. Dopo aver superato le qualificazioni, dove è stata costretta alla rimonta nell'ultimo turno contro Laura Siegemund, elimina rispettivamente: Tímea Babos per 6–4 7–6(6); Caroline Wozniacki, numero tre del mondo, con un doppio 6–4 e Venus Williams, numero trentanove del mondo ed ex numero uno, per 6(1)–7 6–1 6–3. Successivamente, si impone anche su Hsieh Su-wei con un periodico 6–3, approdando alla prima finale WTA in singolare in carriera. La finale la vede opposta a Julia Görges, ex top ten, contro la quale perde in rimonta con il punteggio di 6–2 5–7 1–6. Nell'ambito dello Slam australiano, dopo essere passata dalle qualificazioni, raggiunge il secondo turno, perdendo dalla lettone Anastasia Sevastova per 3–6, 6–3, 2–6. A fine gennaio vince il suo primo torneo WTA 125s, a Newport Beach, sconfiggendo in finale la padrona di casa Jessica Pegula con il punteggio di 0–6, 6–4, 6–2. Partecipa dunque al torneo di Acapulco, dove arriva in semifinale perdendo contro Sofia Kenin, che si impone in tre set.
Sorprendentemente, riesce a raggiungere la finale del prestigioso Premier Mandatory di Indian Wells, estromettendo nell'ordine: Irina-Camelia Begu per 6(3)–7 6–3 6–3; Dominika Cibulková e Stefanie Vögele, alle quali concede al massimo due games per set; Wang Qiang, numero diciotto del ranking, per 7–5 6–2; Garbiñe Muguruza, ventesima tennista in classifica ed ex numero uno del mondo, alla quale lascia un solo gioco ed Elina Svitolina, numero sei del mondo, per 6–3 2–6 6–4. In finale affronta la tedesca Angelique Kerber. Grazie a queste vittorie, entra di diritto nella tra le prime quaranta tenniste del mondo, precisamente alla posizione numero trentatré, migliorando di ventisette posizioni il proprio ranking. Inoltre, è la prima tennista a raggiungere tale traguardo da wild card. Precedentemente, solo tenniste del calibro di Kim Clijsters (2006) e Serena Williams (2015) avevano raggiunto la semifinale. Il 17 marzo si sbarazza di Kerber con il punteggio di 6–4 3–6 6–4, diventando la prima tennista nata negli anni duemila a vincere un Premier Mandatory. In seguito, sale alla posizione numero ventiquattro.
A Miami supera nuovamente Begu in una splendida rimonta da 4–6 1–5 a 7–6(2) nel secondo parziale e 6–2 nel set decisivo. Inoltre, riesce a salvare anche un match point sul servizio dell'avversaria sul punteggio di 2–5. Nel turno successivo sfida Sofia Kenin, liquidandola con un doppio 6–3. In seguito, ha nuovamente la meglio su Angelique Kerber (6–4 4–6 6–1), in un remake della finale di Indian Wells. Tuttavia, questo match è ricordato per il saluto a rete della visibilmente scossa Kerber, in quanto definisce la canadese una drama queen, ovvero regina delle sceneggiate. Negli ottavi è opposta ad Anett Kontaveit, contro la quale si ritira sul punteggio di 1–6 0–2 per problemi alla spalla destra. Per quanto riguarda il ranking, sale alla 23ª posizione. L'infortunio subìto a Miami la costringe a saltare tutti i tornei sulla terra rossa, ad eccezione del Roland Garros. Qui, dopo aver superato la lucky loser ceca Marie Bouzková, è comunque costretta al ritiro ancor prima di scendere in campo nel match di secondo turno che l'avrebbe vista opposta a Sofia Kenin.
Decide, inoltre, di dare forfait a Wimbledon, per tornare in campo più di un mese dopo a Toronto. In patria, raggiunge la semifinale grazie alle vittorie in tre set su: Eugenie Bouchard, Dar'ja Kasatkina, Kiki Bertens, numero cinque del mondo, e Karolína Plíšková, numero tre del ranking, per 6–0 2–6 6–4. La semifinale la vede opposta a Sofia Kenin, la quale si era in precedenza sbarazzata di Ashleigh Barty, allora numero uno della classifica, e della Svitolina. La canadese ha la meglio sulla statunitense con il punteggio di 6–4 7–6(5); ciò le permette di approdare alla sua quarta finale stagionale. L'11 agosto vince il torneo di casa imponendosi nell'atto conclusivo su Serena Williams, la quale si ritira dopo appena 19 minuti di gioco sul punteggio di 3–1 per la Andreescu, a causa di un mal di schiena. Grazie ai punti ottenuti, si issa fino alla 14ª posizione della classifica WTA e riporta la Rogers Cup in patria dopo 50 anni, quando l'impresa riuscì a Faye Urban, la quale batté in finale la connazionale Vicky Berner.

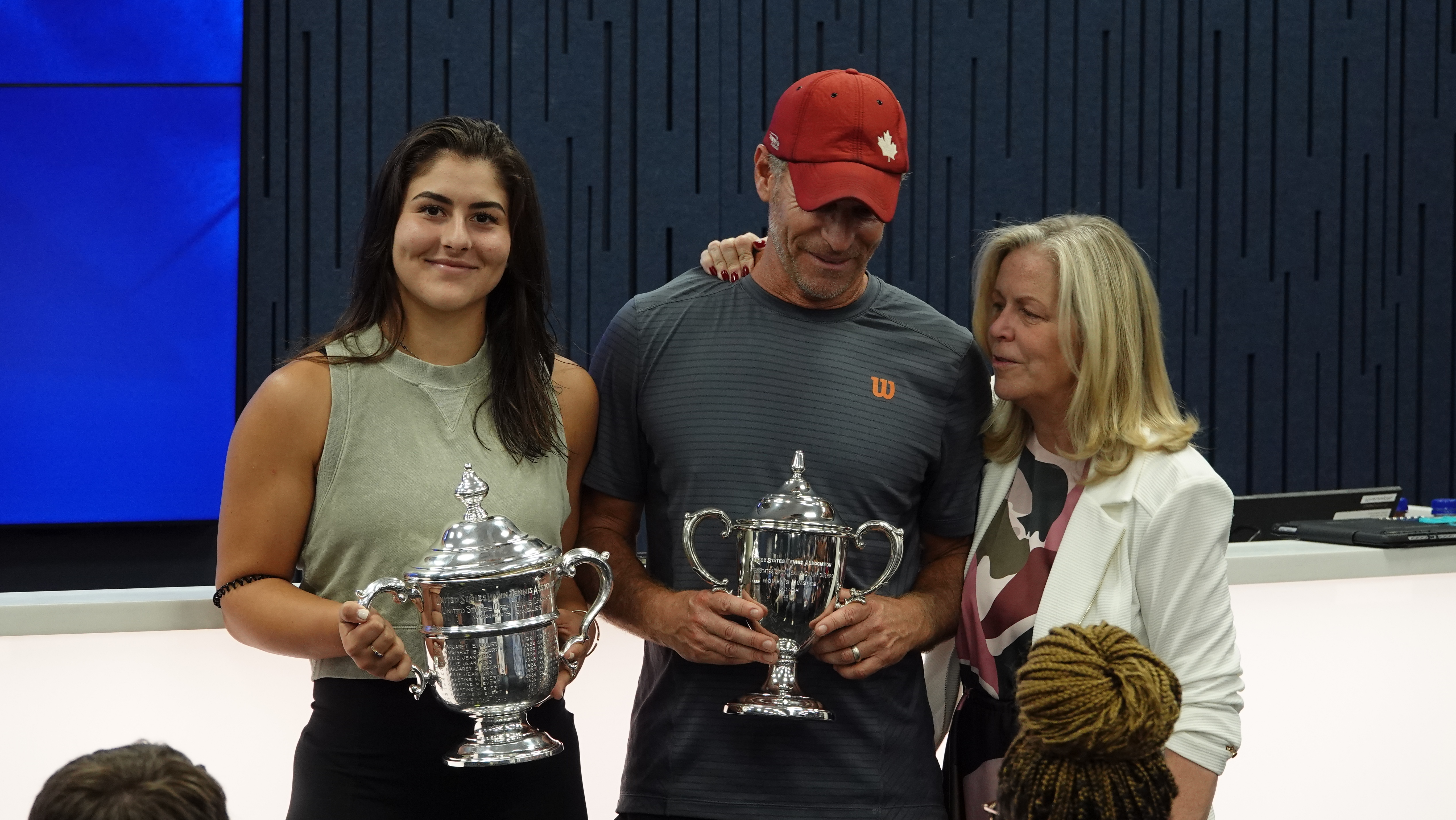
Andreescu (a sinistra) insieme al coach Bruneau (in centro) in una conferenza stampa dopo la vittoria degli US Open 2019

Non si presenta al torneo di Cincinnati per poter recuperare in vista dello US Open. Nel corso del torneo newyorkese si sbarazza di Katie Volynets e di Kirsten Flipkens; successivamente, si impone sulla finalista del 2014, Caroline Wozniacki, con un doppio 6–4. Affronta Taylor Townsend negli ottavi di finale, reduce dell'impresa contro Simona Halep (4ª testa di serie), riuscendo ad avere la meglio con il punteggio di 6–1 4–6 6–2. Nei suoi primi quarti di finale in uno Slam ha la meglio in rimonta su Elise Mertens. In seguito, sfida Belinda Bencic per un posto nella finale e batte anche quest'ultima con lo score di 7–6(3) 7–5. Così facendo, Bianca diventa la prima tennista canadese a raggiungere la finale in uno Slam dal 2014, quando Eugenie Bouchard ci riuscì a Wimbledon, e la prima a disputare la finale alla sua prima presenza nel tabellone principale dello US Open dopo Venus Williams nel 1997. Si scontra, quindi, ancora una volta contro Serena Williams, in corsa per conquistare il suo ventiquattresimo Slam, ma a sorpresa la canadese ha la meglio per 6–3 7–5, vincendo in tal modo il suo primo Slam in carriera e diventando la prima tennista canadese a vincere un Major. Grazie a questa vittoria, migliora il suo best ranking, diventando la quinta potenza della classifica WTA, eguagliando il record canadese appartenente da quasi cinque anni alla Bouchard.
Dopo una pausa durata quasi un mese, nella quale ha perso una posizione in classifica, ritorna alle competizioni a Pechino, dove continua la striscia di vittorie battendo all'esordio Aljaksandra Sasnovič. In seguito a questo successo, si qualifica per la prima volta alle WTA Finals, come quarta tennista, alle spalle di Barty, Plíšková e Halep. Successivamente, si impone su Elise Mertens, per poi sbarazzarsi di Jennifer Brady. Nei quarti di finale si scontra con Naomi Ōsaka, incontro dalle alte aspettative, considerato dagli amanti del tennis il match dell'anno. La canadese cede alla distanza con il punteggio di 7–5 3–6 4–6. Inoltre, termina così l'assoluto dominio di otto vittorie a fronte di zero sconfitte sulle giocatrici della top 10, insieme alla striscia di 17 vittorie consecutive.
In seguito alla prematura sconfitta di Elina Svitolina nel torneo di Mosca, Andreescu sale alla quarta posizione del ranking, diventando ufficialmente la tennista canadese con il miglior piazzamento di sempre. Si presenta a Shenzhen per disputare il torneo di fine anno e viene inserita nel girone rosso con Simona Halep, Karolína Plíšková e Elina Svitolina. Inizia malamente il suo esordio, poiché viene rimontata dalla romena con il punteggio 3–6 7–6(6) 6–3, dopo essersi vista annullare match point nel secondo parziale; si ritira dopo aver perso per 3–6 il primo set contro Plíšková per un infortunio al ginocchio sinistro subito sul 2–0 e 15–15 in proprio favore. Di conseguenza, viene annullata la sua partecipazione all'intero torneo.
Chiude la stagione al quinto posto della classifica mondiale e con un bilancio di 48 vittorie a fronte di sole 7 sconfitte (87%), il migliore del 2019.
Nel 2020, nonostante l'annuncio della partecipazione agli Australian Open, dà forfait qualche giorno prima dell'inizio dello Slam. Successivamente, si ritira anche da Dubai, Doha e Indian Wells per l'infortunio rimediato alle WTA Finals di Shenzhen al ginocchio. Tuttavia, nel mese di marzo, poco prima dell'inizio del Sunshine Double, scoppia la pandemia di COVID-19 bloccando il mondo del tennis fino a settembre. La WTA decide di congelare le posizioni occupate dai tennisti al 9 marzo, in tal modo le giocatrici non perdono punti per i tornei non disputati (Andreescu scende alla sesta posizione del ranking). Le Olimpiadi di Tokyo vengono posticipate di un anno, mentre il torneo di Wimbledon viene annullato per la prima volta dopo le due Guerre Mondiali. La tennista canadese decide di saltare anche la restante parte della stagione 2020 a causa di un infortunio al piede.

### 2021: ritorno in campo, finale a Miami e uscita dalla Top 10
Dopo più di un anno di stop a causa di infortuni, torna in campo per la prima volta agli Australian Open come testa di serie numero otto e nona tennista nella classifica mondiale. Si sbarazza al primo turno di Mihaela Buzărnescu per 6–2 4–6 6–3, dopo essersi trovata in svantaggio di 0–40 sul proprio servizio nel settimo gioco del terzo parziale; tuttavia nel secondo turno viene estromessa a sorpresa dalla tennista taiwanese Hsieh Su-wei, che si impone per 6–3 6–2. La canadese si presenta, in seguito, al Phillip Island Trophy, torneo che si gioca in concomitanza della seconda settimana degli Australian Open e che ospita le tenniste che sono uscite precocemente dal major: poiché seconda testa di serie, ottiene un bye all'esordio. Al secondo turno si impone su Madison Brengle, con lo score di 7–6(4) 4–6 6–3, annullando ben 5 set-point nell'undicesimo gioco del primo parziale. Agli ottavi approfitta del ritiro di Zarina Dijas, dopo aver vinto per 6–1 il primo set, per poi eliminare ai quarti Irina-Camelia Begu al tie-break del terzo set. Approda alla prima semifinale da quella colta agli US Open del 2019; in tale circostanza sfida la tredicesima testa di serie Marie Bouzková, perdendo per 7–6(9) 2–6 5–7.
Ritorna in campo un mese più tardi al Miami Open. In qualità di ottava testa di serie, non prende parte al primo turno, passando direttamente a quello successivo. Si impone su Tereza Martincová in due parziali, per poi affrontare Amanda Anisimova; contro la statunitense, Andreescu lotta per tre ore riuscendo ad avere la meglio con il punteggio di 7–6(4) 6(2)–7 6–4. Negli ottavi di finale è opposta a Garbiñe Muguruza, riuscendo a eliminarla in rimonta con lo score di 3–6 6–3 6–2. Per un posto nella semifinale, si scontra con un'altra ispanica: Sara Sorribes Tormo, rivelazione del 2021. Bianca vince dopo 2 ore e 35 minuti in tre parziali, recuperando uno svantaggio di 1–4 nel primo parziale. Raggiunge, così, Maria Sakkarī nel turno successivo, giustiziera della numero due del mondo Naomi Ōsaka. In semifinale, Andreescu vince con il punteggio di 7–6(7) 3–6 7–6(4), in 2 ore e 42 minuti, approdando in finale, dove incontra la numero uno del mondo Ashleigh Barty. In questa occasione però è costretta a ritirarsi sul punteggio di 3–6 0–4 per un infortunio alla caviglia.

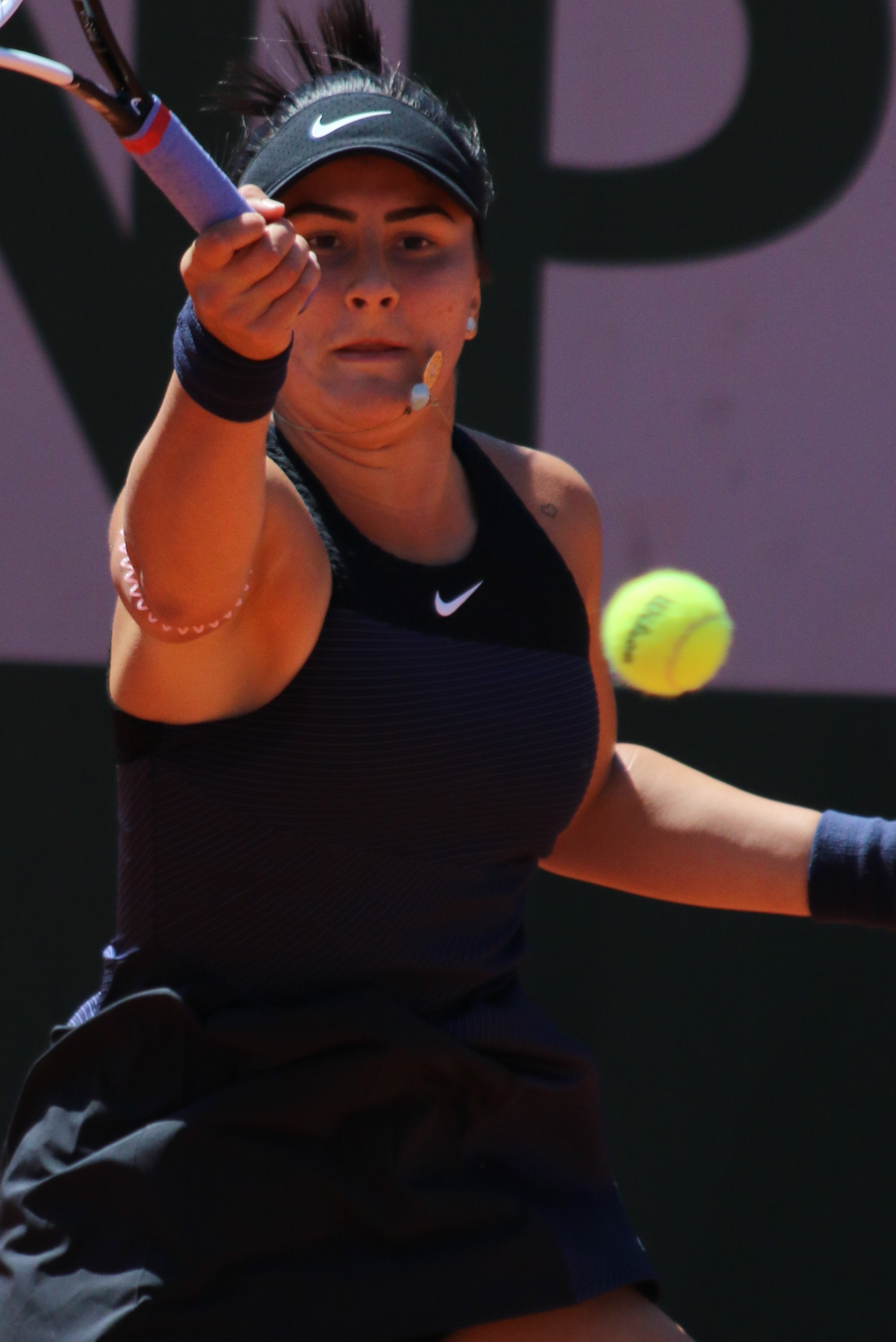
Bianca Andreescu all'Open di Francia 2021

A causa della positività al COVID-19 la canadese è costretta a saltare gli importanti tornei su terra di Madrid e Roma. Si iscrive dunque al torneo 250 di Strasburgo come unico appuntamento in preparazione al Roland Garros. Superate in scioltezza le qualificate Andrea Lázaro García e Maryna Zanevs'ka, la canadese si ritira dal torneo a causa di un fastidio addominale. Segue quindi l'Open di Francia, dove al primo turno viene estromessa da Tamara Zidansek per 7–6(1) 6(2)–7 7–9. Anche la stagione su erba è priva di risultati rilevanti per la Andreescu, che coglie appena una vittoria nei tre tornei disputati di Berlino, Eastbourne e Wimbledon; sia in Germania che a Londra viene estromessa all'esordio da Alizé Cornet. Si tratta della seconda eliminazione consecutiva per la tennista canadese al primo turno di uno Slam.
Bianca si ripresenta nel torneo di casa di Montréal, dove è la campionessa in carica (visto che nel 2020 non si è disputato): batte Harriet Dart per 6-1 3-6 6-3 per poi cedere a Ons Jabeur dopo aver vinto il primo parziale (7-6(5) 1-6 4-6). A Cincinnati viene eliminata all'esordio da Karolina Muchová. Gioca, in seguito, lo US Open, torneo nel quale è accreditata della sesta testa di serie: Andreescu riesce a mettere in fila tre successi contro Golubic (7-5 4-6 7-5), Davis (doppio 6-4) e Minnen (6-1 6-2). Non otteneva più di due vittorie di fila da Miami. Agli ottavi, sfida Maria Sakkarī, che aveva sconfitto proprio in Florida in semifinale. Questa volta, la canadese deve arrendersi alla greca dopo 3 ore e mezza di battaglia, con lo score di 7-6(2) 6(6)-7 3-6. Non riuscendo a difendere il titolo vinto nel 2019, perde ben 13 posizioni, scivolando alla 20ª posizione della classifica mondiale
Bianca prova a rifarsi nel nuovo torneo di Chicago, il Chicago Fall Tennis Classic, ma viene sorpresa da Shelby Rogers all'esordio con lo score di 4-6 5-7. Conclude la stagione agli Indian Wells, dove colleziona una sconfitta al secondo turno contro Anett Kontaveit.
Termina la stagione al 46º posto del ranking mondiale.

### 2022: 6° finale WTA e risalita in top-50
Andreescu salta la prima metà della stagione scendendo in campo sulla terra del WTA 500 di Stoccarda, dichiarando di aver pensato al ritiro per problemi di salute mentale. Crollata alla 119ª posizione del ranking mondiale, a causa dell'uscita dei punti della finale raggiunta a Miami l'anno precedente, si aggiudica il primo match a distanza di sei mesi dall'ultimo a Stoccarda contro la giocatrice di casa Jule Niemeier per 7-6(5) 6-3, prima di venire estromessa dalla top 10 Aryna Sabalenka in tre parziali. Scende in campo a Madrid, dove si impone sulle statunitensi Alison Riske e la top-10 Danielle Collins, cedendo poi contro la futura finalista Jessica Pegula per 5-7 1-6. Partecipa per la prima volta in carriera al WTA 1000 di Roma, raggiungendo i primi quarti di finale della stagione: grazie al ritiro di Emma Raducanu sul punteggio di 6-2 2-1 in favore alla canadese, e alle comode vittorie su Nuria Párrizas Díaz e Petra Martić. Opposta alla numero uno del mondo, Iga Świątek, Bianca prova ad interrompere la striscia positiva della polacca di 25 incontri, ma viene sconfitta per 6(2)-7 0-6.
Raggiunge quindi la finale del torneo WTA 250 sull'erba di Bad Homburg, in Germania, nella settimana precedente lo Slam inglese a Wimbledon, ma viene sconfitta in rimonta per mano della francese Caroline Garcia con il punteggio di 7-6(5), 4-6, 4-6. Nello slam londinese, dopo il successo su Emina Bektas (6-1 6-3), si arrende alla kazaka Elena Rybakina (futura campionessa) in due set.
Sul cemento americano, dopo un primo turno a San José, partecipa al '1000' casalingo di Toronto: all'esordio, batte la top-10 Dar'ja Kasatkina con lo score di 7-6(5) 6-4; al secondo turno elimina Alizé Cornet per 6-3 al terzo, approdando agli ottavi, dove cede alla cinese Zheng. Grazie al buon periodo di forma, rientra in top-50. Allo US Open giunge al terzo turno, dove viene nuovamente sconfitta da Caroline Garcia (3-6 2-6). A San Diego esce al secondo round contro Coco Gauff mentre a Guadalajara soccombe a Pegula al terzo turno.
Termina la stagione al n°45 del pianeta.

### 2023: rientro in top-30 e infortunio

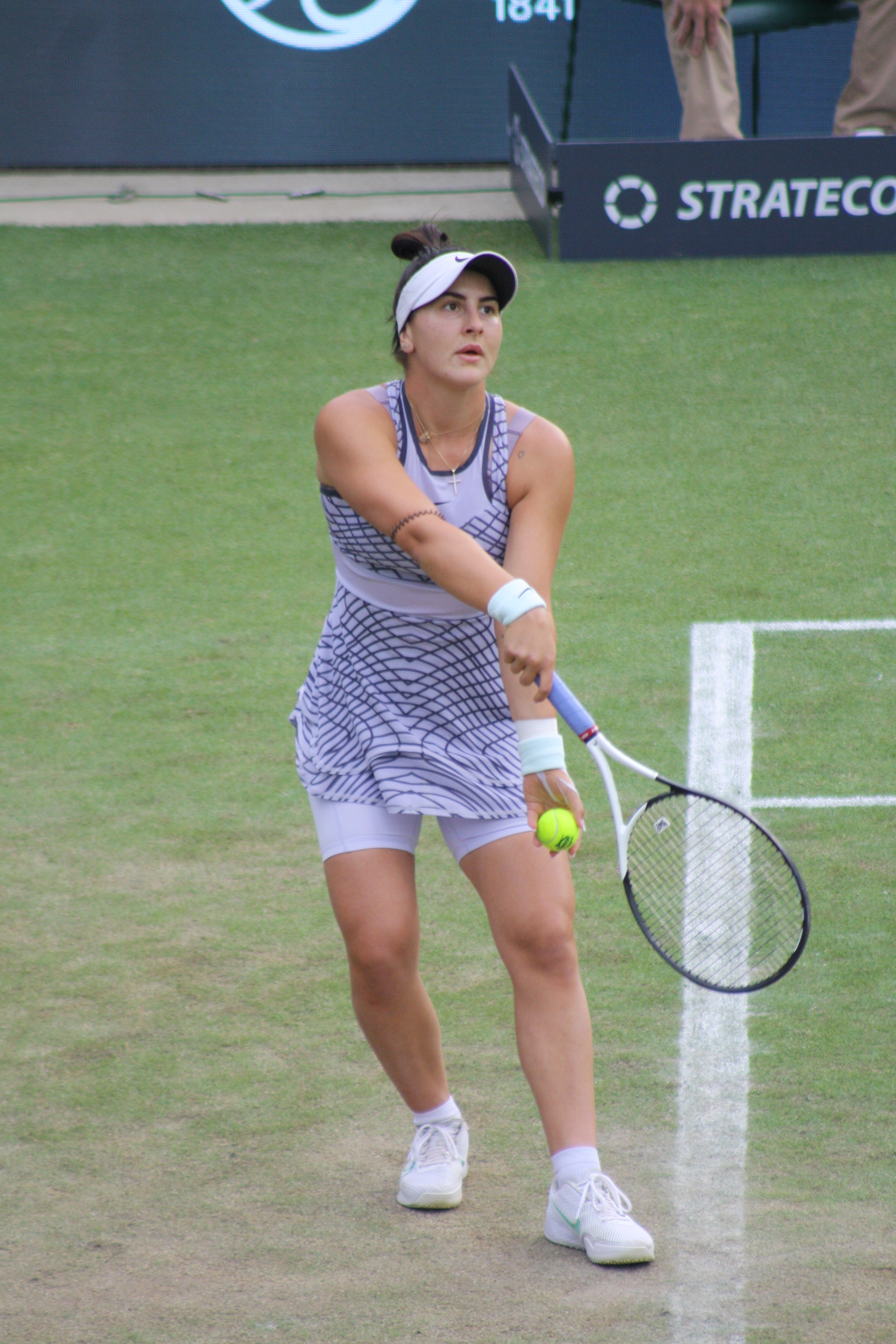
Andreescu nel 2023

Dopo un secondo turno ad Adelaide e all'Australian Open, prende parte al torneo 250 di Hua Hin, dove è accreditata della 1ª testa di serie: batte Harriet Dart e Anastasija Zacharova in due set, approdando ai quarti, dove elimina Marta Kostjuk (6-0 7-6(3)). In semifinale, è costretta al ritiro contro Lesja Curenko, sul punteggio di 5-7 0-4. Ad Abu Dhabi e Dubai raccoglie due sconfitte all'esordio. A Indian Wells esce di scena al terzo turno contro la numero uno del mondo Iga Świątek (3-6 6(1)-7), mentre a Miami arriva agli ottavi, battendo anche la top-10 Maria Sakkarī al secondo turno. Al quarto turno del torneo della Florida, è costretta al ritiro contro Ekaterina Aleksandrova. Nel frattempo, la canadese risale nel ranking fino alla 27ª posizione.
Sulla terra, esce all'esordio sia a Madrid che a Roma. Al Roland Garros, elimina al primo turno l'ex numero 1 del mondo Viktoryja Azaranka per 2-6 6-3 6-4; al secondo round estromette Emma Navarro (6-1 6-4), guadagnando l'accesso al terzo turno, dove ritrova Tsurenko: Bianca cede di schianto all'ucraina, col punteggio di 1-6 1-6. Nel doppio misto, con Michael Venus, raggiunge la sua prima finale slam della specialità: nella circostanza, i due perdono da Katō/Pütz al super-tiebreak. Sull'erba, ottiene il miglior risultato a Wimbledon, battendo Anna Bondár (6-3 3-6 6-2) e Anhelina Kalinina al tie-break del terzo, recuperando uno svantaggio di 2-5 nel parziale decisivo; nel suo primo terzo turno nello slam londinese, Andreescu viene sconfitta dalla finalista in carica Ons Jabeur, con lo score di 6-3 3-6 4-6.
Sul cemento americano, esce subito di scena sia a Washington che a Montréal. Per un infortunio alla schiena, decide di saltare sia Cincinnati che lo US Open.
Termina l'anno al n°92 del mondo.

### 2024: ritorno in campo e 7ª finale WTA
La canadese è costretta a saltare la trasferta australiana e la prima parte di stagione a causa dell'infortunio rimediato nell'estate del 2023.
Andreescu torna ufficialmente in campo in occasione del Roland Garros, dove sfrutta il ranking protetto: batte Sara Sorribes Tormo (7-5 6-1) e la n°23 del seeding Kalinskaja (1-6 7-5 6-3), approdando al terzo turno dello slam parigino per il secondo anno consecutivo. Nella circostanza, viene sconfitta per 1-6 6-3 0-6 da Jasmine Paolini, futura finalista.
Sull'erba, Andreescu partecipa al torneo di Rosmalen: elimina la qualificata Vedder e poi la testa di serie n°6 Yuan con un duplice 6-4, approdando ai quarti di finale WTA per la prima volta da inizio 2023. Tra le ultime otto, elimina un'altra tennista rientrante, l'ex n°1 del mondo Naomi Ōsaka, con lo score di 6-4 3-6 7-6(3), centrando l'accesso alla sua prima semifinale dell'anno. In tale occasione, estromette Dalma Gálfi in due set, guadagnandosi la sua 7° finale WTA, la prima dal 2022. Nel match valevole per il titolo, si arrende a Ljudmila Samsonova con il punteggio di 6-4 3-6 5-7. Grazie all'ottimo torneo, Bianca risale nel ranking fino alla 165ª posizione.

## Statistiche WTA

### Singolare

#### Vittorie (3)
| Legenda               | Legenda      |
| --------------------- | ------------ |
| Grande Slam (1)       |              |
| Ori Olimpici (0)      |              |
| WTA Finals (0)        |              |
| WTA Elite Trophy (0)  |              |
| Dal 2009 al 2020      | Dal 2021     |
| Premier Mandatory (1) | WTA 1000 (0) |
| Premier 5 (1)         | WTA 1000 (0) |
| Premier (0)           | WTA 500 (0)  |
| International (0)     | WTA 250 (0)  |

| N. | Data             | Torneo                          | Superficie | Avversaria in finale | Punteggio     |
| 1. | 17 marzo 2019    | Indian Wells Open, Indian Wells | Cemento    | Angelique Kerber     | 6–4, 3–6, 6–4 |
| 2. | 11 agosto 2019   | Canadian Open, Toronto          | Cemento    | Serena Williams      | 3–1, rit.     |
| 3  | 7 settembre 2019 | US Open, New York               | Cemento    | Serena Williams      | 6–3, 7–5      |

#### Sconfitte (4)
| Legenda               | Legenda      |
| --------------------- | ------------ |
| Grande Slam (0)       |              |
| Argenti Olimpici (0)  |              |
| WTA Finals (0)        |              |
| WTA Elite Trophy (0)  |              |
| Dal 2009 al 2020      | Dal 2021     |
| Premier Mandatory (0) | WTA 1000 (1) |
| Premier 5 (0)         | WTA 1000 (1) |
| Premier (0)           | WTA 500 (0)  |
| International (1)     | WTA 250 (2)  |

| N. | Data           | Torneo                          | Superficie | Avversaria in finale | Punteggio        |
| 1. | 6 gennaio 2019 | ASB Classic, Auckland           | Cemento    | Julia Görges         | 6–2, 5–7, 1–6    |
| 2. | 3 aprile 2021  | Miami Open, Miami Gardens       | Cemento    | Ashleigh Barty       | 3–6, 0–4, rit.   |
| 3. | 25 giugno 2022 | Bad Homburg Open, Bad Homburg   | Erba       | Caroline Garcia      | 7–6(5), 4–6, 4–6 |
| 4. | 16 giugno 2024 | Rosmalen Open, 's-Hertogenbosch | Erba       | Ljudmila Samsonova   | 6–4, 3–6, 5–7    |

### Doppio

#### Sconfitte (1)
| Legenda               | Legenda      |
| --------------------- | ------------ |
| Grande Slam (0)       |              |
| Argenti Olimpici (0)  |              |
| WTA Finals (0)        |              |
| WTA Elite Trophy (0)  |              |
| Dal 2009 al 2020      | Dal 2021     |
| Premier Mandatory (0) | WTA 1000 (0) |
| Premier 5 (0)         | WTA 1000 (0) |
| Premier (0)           | WTA 500 (0)  |
| International (1)     | WTA 250 (0)  |

| N. | Data              | Torneo                 | Superficie    | Compagna         | Avversarie in finale                  | Punteggio |
| 1. | 17 settembre 2017 | Bell Challenge, Québec | Sintetico (i) | Carson Branstine | Tímea Babos Andrea Sestini Hlaváčková | 3–6, 1–6  |

### Doppio misto

#### Sconfitte (1)
| Legenda                 |
| ----------------------- |
| Australian Open (0)     |
| Open di Francia (1)     |
| Torneo di Wimbledon (0) |
| US Open (0)             |
| Argenti Olimpici (0)    |

| N. | Data          | Torneo                  | Superficie  | Compagno      | Avversari in finale | Punteggio        |
| 1. | 8 giugno 2023 | Open di Francia, Parigi | Terra rossa | Michael Venus | Miyu Katō Tim Pütz  | 6–4, 4–6, [6–10] |

## Circuito WTA 125

### Singolare

#### Vittorie (1)
| N. | Data            | Torneo                                  | Superficie | Avversaria in finale | Punteggio     |
| 1. | 27 gennaio 2019 | Newport Beach Challenger, Newport Beach | Cemento    | Jessica Pegula       | 0–6, 6–4, 6–2 |

### Doppio

#### Vittorie (1)
| N. | Data          | Torneo              | Superficie  | Compagna        | Avversarie in finale      | Punteggio |
| 1. | 2 maggio 2025 | Catalonia Open, Vic | Terra rossa | Aldila Sutjiadi | Leylah Fernandez Lulu Sun | 6–2, 6–4  |

## Statistiche ITF

### Singolare

#### Vittorie (5)
| Torneo $100.000 (0) |
| Torneo $80.000 (0)  |
| Torneo $75.000 (0)  |
| Torneo $60.000 (0)  |
| Torneo $50.000 (0)  |
| Torneo $25.000 (5)  |
| Torneo $15.000 (0)  |
| Torneo $10.000 (0)  |

| N. | Data             | Torneo                                            | Superficie  | Avversaria in finale | Punteggio           |
| 1. | 14 agosto 2016   | Challenger Banque Nationale de Gatineau, Gatineau | Cemento     | Elizabeth Halbauer   | 6–2, 7–5            |
| 2. | 26 febbraio 2017 | Rancho Santa Fe Open, Rancho Santa Fe             | Cemento     | Kayla Day            | 6–4, 6–1            |
| 3. | 2 aprile 2017    | Forte Village International Tournament, Pula      | Terra rossa | Bernarda Pera        | 6(8)–7, 6–2, 7–6(8) |
| 4. | 21 ottobre 2018  | Florence Open, Florence                           | Cemento     | Mari Ōsaka           | 6–4, 2–6, 6–3       |
| 5. | 18 novembre 2018 | Sooner Open, Norman                               | Cemento     | Camila Osorio        | 6–1, 6–0            |

#### Sconfitte (4)
| Torneo $100.000 (0) |
| Torneo $80.000 (0)  |
| Torneo $75.000 (0)  |
| Torneo $60.000 (0)  |
| Torneo $50.000 (1)  |
| Torneo $25.000 (3)  |
| Torneo $15.000 (0)  |
| Torneo $10.000 (0)  |

| N. | Data            | Torneo                                            | Superficie  | Avversaria in finale | Punteggio   |
| 1. | 2 agosto 2015   | Challenger Banque Nationale de Gatineau, Gatineau | Cemento     | Alexa Glatch         | 4–6, 3–6    |
| 2. | 24 ottobre 2016 | National Bank Challenger Saguenay, Saguenay       | Cemento (i) | Catherine Bellis     | 4–6, 2–6    |
| 3. | 1º aprile 2018  | Kōfu International Open Tennis, Kōfu              | Cemento     | Luksika Kumkhum      | 3–6, 3–6    |
| 4. | 8 aprile 2018   | Kashiwa Open, Kashiwa                             | Cemento     | Luksika Kumkhum      | 3–6, 6(4)–7 |

### Doppio

#### Vittorie (3)
| Torneo $100.000 (0) |
| Torneo $80.000 (0)  |
| Torneo $75.000 (0)  |
| Torneo $60.000 (1)  |
| Torneo $50.000 (0)  |
| Torneo $25.000 (2)  |
| Torneo $15.000 (0)  |
| Torneo $10.000 (0)  |

| N. | Data            | Torneo                                            | Superficie  | Compagna                     | Avversarie in finale                | Punteggio        |
| 1. | 14 agosto 2016  | Challenger Banque Nationale de Gatineau, Gatineau | Cemento     | Charlotte Robillard-Millette | Mana Ayukawa Samantha Murray        | 4–6, 6–4, [10–6] |
| 2. | 29 ottobre 2017 | National Bank Challenger Saguenay, Saguenay       | Cemento (i) | Carol Zhao                   | Francesca Di Lorenzo Erin Routliffe | w/o              |
| 3. | 22 luglio 2018  | Challenger Banque Nationale de Gatineau, Gatineau | Cemento     | Carson Branstine             | Hsu Chieh-yu Marcela Zacarías       | 4–6, 6–2, [10–4] |

#### Sconfitte (1)
| Torneo $100.000 (0) |
| Torneo $80.000 (0)  |
| Torneo $75.000 (0)  |
| Torneo $60.000 (0)  |
| Torneo $50.000 (1)  |
| Torneo $25.000 (0)  |
| Torneo $15.000 (0)  |
| Torneo $10.000 (0)  |

| N. | Data            | Torneo                                      | Superficie  | Compagna                     | Avversarie in finale            | Punteggio           |
| 1. | 23 ottobre 2016 | National Bank Challenger Saguenay, Saguenay | Cemento (i) | Charlotte Robillard-Millette | Elena Bogdan Mihaela Buzărnescu | 4–6, 7–6(4), [6–10] |

## Competizioni a squadre

### Vittorie (1)
| N. | Data           | Torneo           | Superficie | Compagno              | Avversari in finale            | Punteggio |
| 1. | 20 luglio 2025 | Hopman Cup, Bari | Cemento    | Félix Auger-Aliassime | Lucia Bronzetti Flavio Cobolli | 2–1       |

## Grand Slam Junior

### Doppio

#### Vittorie (2)
| Tornei del Grande Slam  |
| ----------------------- |
| Australian Open (1)     |
| Open di Francia (1)     |
| Torneo di Wimbledon (0) |
| US Open (0)             |

| N. | Data            | Torneo                     | Superficie | Compagna         | Avversario in finale                 | Punteggio   |
| 1. | 28 gennaio 2017 | Australian Open, Melbourne | Cemento    | Carson Branstine | Maja Chwalińska Iga Świątek          | 6–1, 7–6(4) |
| 2. | 10 giugno 2017  | Open di Francia, Parigi    | Cemento    | Carson Branstine | Olesja Pervušina Anastasija Potapova | 6–1, 6–3    |

## Risultati in progressione
| Sigla | Risultato               |
| ----- | ----------------------- |
| V     | Vincitore               |
| F     | Finalista               |
| SF    | Semifinalista           |
| O     | Oro olimpico            |
| A     | Argento olimpico        |
| SF    | Bronzo olimpico         |
| QF    | Quarti di Finale        |
| 4T    | Quarto turno            |
| 3T    | Terzo turno             |
| 2T    | Secondo turno           |
| 1T    | Primo turno             |
| RR    | Round Robin             |
| LQ    | Turno di qualificazione |
| A     | Assente                 |
| ND    | Non disputato           |

| Legenda superfici    |
| -------------------- |
| Cemento              |
| Terra battuta        |
| Erba                 |
| Superficie variabile |

### Singolare
Aggiornato a fine WTA Tour 2023
| Torneo                 | 2017            | 2018            | 2019          | 2020          | 2021            | 2022            | 2023            | Titoli     | V–S        |            |
| ---------------------- | --------------- | --------------- | ------------- | ------------- | --------------- | --------------- | --------------- | ---------- | ---------- | ---------- |
| Tornei del Grande Slam |                 |                 |               |               |                 |                 |                 |            |            |            |
| Australian Open        | A               | Q1              | 2T            | A             | 2T              | A               | 2T              | 0 / 3      | 3–3        |            |
| Open di Francia        | Q1              | Q3              | 2T            | A             | 1T              | 2T              | 3T              | 0 / 4      | 4–3        |            |
| Wimbledon              | 1T              | Q3              | A             | ND            | 1T              | 2T              | 3T              | 0 / 4      | 3–4        |            |
| US Open                | Q1              | Q1              | V             | A             | 4T              | 3T              | A               | 1 / 3      | 12–2       |            |
| Vittorie–Sconfitte     | 0–1             | 0–0             | 9–1           | 0–0           | 4–4             | 4–3             | 5-3             | 1 / 14     | 22–12      |            |
| Giochi olimpici        |                 |                 |               |               |                 |                 |                 |            |            |            |
| Giochi olimpici        | Non disputati   | Non disputati   | Non disputati | Non disputati | A               | ND              | ND              | 0 / 0      | 0–0        |            |
| Torneo di fine anno    |                 |                 |               |               |                 |                 |                 |            |            |            |
| WTA Finals             | Non qualificata | Non qualificata | RR            | ND            | Non qualificata | Non qualificata | Non qualificata | 0 / 1      | 0–2        |            |
| WTA 1000               |                 |                 |               |               |                 |                 |                 |            |            |            |
| Doha / Dubai           | Assente         | Assente         | Assente       | Assente       | Assente         | Assente         | 1T              | 0 / 1      | 0–1        |            |
| Indian Wells           | Assente         | Assente         | V             | ND            | 3T              | A               | 3T              | 1 / 3      | 10–2       |            |
| Miami                  | Assente         | Assente         | 4T            | ND            | F               | A               | 4T              | 0 / 3      | 11–3       |            |
| Madrid                 | Assente         | Assente         | Assente       | ND            | A               | 3T              | 2T              | 0 / 2      | 3–2        |            |
| Roma                   | Assente         | Assente         | Assente       | Assente       | Assente         | QF              | 2T              | 0 / 2      | 4–2        |            |
| Montréal / Toronto     | 1T              | A               | V             | ND            | 3T              | 3T              | 1T              | 1 / 5      | 9–4        |            |
| Cincinnati             | Assente         | Assente         | Assente       | Assente       | 2T              | A               | A               | 0 / 1      | 0–1        |            |
| Wuhan                  | Assente         | Assente         | Assente       | Non disputato | Non disputato   | Non disputato   | Non disputato   | 0 / 0      | 0–0        |            |
| Pechino                | Assente         | Assente         | QF            | Non disputato | Non disputato   | Non disputato   | A               | 0 / 1      | 3–1        |            |
| Carriera               |                 |                 |               |               |                 |                 |                 |            |            |            |
| Tornei giocati         | 4               | 1               | 10            | 0             | 13              | 12              | 16              | 56         | 56         | 56         |
| Titoli                 | 0               | 0               | 3             | 0             | 0               | 0               | 0               | 3          | 3          | 3          |
| Finali                 | 0               | 0               | 4             | 0             | 1               | 1               | 0               | 6          | 6          | 6          |
| Totale V–S             | 3–4             | 0–1             | 37–7          | 0–0           | 17–12           | 19–12           | 15-16           | 91–52      | 91–52      | 91–52      |
| Vittorie %             | 43%             | 0%              | 84%           | –             | 59%             | 61%             | 48%             | 63.64%     | 63.64%     | 63.64%     |
| Ranking di fine anno   | 182             | 178             | 5             | 7             | 46              | 45              | 92              | $8.955.897 | $8.955.897 | $8.955.897 |

Note
1. ↑  Si ritira prima del secondo turno; non viene contata come sconfitta.
2. ↑  Si ritira durante il secondo incontro del round robin.
3. ↑  I tornei di categoria WTA 1000 erano suddivisi in: Premier Mandatory (Indian Wells, Miami, Madrid e Pechino) e in Premier 5 (Dubai/Doha, Roma, Montréal/Toronto, Cincinnati e Wuhan) dal 2009 al 2020.
4. ↑  Il Dubai Tennis Championships e il Qatar Ladies Open di Doha si scambiarono frequentemente lo status tra evento Premier ed evento Premier 5 dal 2009 al 2020, mentre dal 2021 al 2023 tra evento WTA 1000 e WTA 500. Dal 2024 vengono disputati entrambi come eventi WTA 1000.

N.B.: Nel calcolare vittorie e sconfitte non sono state prese in considerazione quelle maturate nei turni di qualificazione e nei tornei WTA 125.

## Statistiche contro giocatrici Top 10

### Testa a testa
Le tenniste in grassetto sono le giocatrici in attività. Nella tabella riportata sono segnati i migliori piazzamenti nella classifica mondiale WTA; le giocatrici possono aver occupato una posizione diversa al momento dell'incontro.
| Giocatrice                     | Vittorie–Sconfitte | V–S % | Cemento     | Terra rossa | Erba      | Ultimo incontro                                      |
| Numero 1 del ranking mondiale  |                    |       |             |             |           |                                                      |
| Garbiñe Muguruza               | 3–0                | 100%  | 3–0         | –           | –         | Vinto (0-6, 7-6(3), 6-1) Adelaide International 2023 |
| Angelique Kerber               | 2–0                | 100%  | 2–0         | –           | –         | Vinto (6-4, 4-6, 6-1) Miami Open 2019                |
| Serena Williams                | 2–0                | 100%  | 2–0         | –           | –         | Vinto (6-3, 7-5) US Open 2019                        |
| Caroline Wozniacki             | 2–0                | 100%  | 2–0         | –           | –         | Vinto (6-4, 6-4) US Open 2019                        |
| Viktoryja Azaranka             | 1–0                | 100%  | –           | 1–0         | –         | Vinto (2-6, 6-3, 6-4) Open di Francia 2023           |
| Venus Williams                 | 1–0                | 100%  | 1–0         | –           | –         | Vinto (6(1)-7, 6-1, 6-3) ASB Classic 2019            |
| Naomi Ōsaka                    | 1–1                | 50%   | 0–1         | –           | 1–0       | Vinto (6-4, 3-6, 7-6(3)) Rosmalen Open 2024          |
| Karolína Plíšková              | 1–2                | 33%   | 1–1         | –           | 0–1       | Perso (4-6, 6-2, 6(7)-7) Berlin Ladies Open 2022     |
| Ashleigh Barty                 | 0–1                | 0%    | 0–1         | –           | –         | Perso (3-6, 0-4 rit.) Miami Open 2021                |
| Simona Halep                   | 0–1                | 0%    | 0–1         | –           | –         | Perso (6-3, 6(6)-7, 3-6) WTA Finals 2019             |
| Aryna Sabalenka                | 0–2                | 0%    | –           | 0–1         | 0–1       | Perso (1-6, 6-3, 2-6) Stuttgart Open 2022            |
| Iga Świątek                    | 0–2                | 0%    | 0–1         | 0–1         | –         | Perso (3-6, 6(1)-7) Indian Wells Open 2023           |
| Numero 2 del ranking mondiale  |                    |       |             |             |           |                                                      |
| Petra Kvitová                  | 1–0                | 100%  | 1–0         | –           | –         | Vinto (3-6, 6-2, 6-0) Guadalajara Open 2022          |
| Coco Gauff                     | 0–1                | 0%    | 0–1         | –           | –         | Perso (4-6, 6-4, 3-6) San Diego Open 2022            |
| Barbora Krejčíková             | 0–1                | 0%    | 0–1         | –           | –         | Perso (4-6, 2-6) Austria Ladies Linz 2017            |
| Ons Jabeur                     | 0–2                | 0%    | 0–1         | –           | 0–1       | Perso (6-3, 3-6, 4-6) Torneo di Wimbledon 2023       |
| Anett Kontaveit                | 0–3                | 0%    | 0–2         | –           | 0–1       | Perso (6(5)-7, 3-6) Indian Wells Open 2021           |
| Numero 3 del ranking mondiale  |                    |       |             |             |           |                                                      |
| Elina Svitolina                | 1–0                | 100%  | 1–0         | –           | –         | Vinto (6-3, 2-6, 6-4) Indian Wells Open 2019         |
| Maria Sakkarī                  | 2–1                | 67%   | 2–1         | –           | –         | Vinto (5-7, 6-3, 6-4) Miami Open 2023                |
| Jessica Pegula                 | 1–2                | 33%   | 1–1         | 0–1         | –         | Perso (4-6, 4-6) Guadalajara Open 2022               |
| Elena Rybakina                 | 1–3                | 25%   | 0–1         | 1–1         | 0–1       | Vinto (6-2, 6-4) Internazionali d'Italia 2025        |
| Numero 4 del ranking mondiale  |                    |       |             |             |           |                                                      |
| Kiki Bertens                   | 1–0                | 100%  | 1–0         | –           | –         | Vinto (6-1, 6(7)-7, 6-4) Canadian Open 2019          |
| Dominika Cibulková             | 1–0                | 100%  | 1–0         | –           | –         | Vinto (6-2, 6-2) Indian Wells Open 2019              |
| Sofia Kenin                    | 4–1                | 80%   | 4–1         | –           | –         | Vinto (6-4, 6-4) Miami Open 2023                     |
| Belinda Bencic                 | 1–1                | 50%   | 1–0         | 0–1         | –         | Perso (2-6, 4-6) Open di Francia 2022                |
| Caroline Garcia                | 0–2                | 0%    | 0–1         | –           | 0–1       | Perso (3-6, 2-6) US Open 2022                        |
| Zheng Qinwen                   | 0–2                | 0%    | 0–1         | 0–1         | –         | Perso (5-7, 1-6) Internazionali d'Italia 2025        |
| Jasmine Paolini                | 0–3                | 0%    | 0–1         | 0–1         | 0–1       | Perso (7-6(5), 2-6, 4-6) US Open 2024                |
| Numero 5 del ranking mondiale  |                    |       |             |             |           |                                                      |
| Eugenie Bouchard               | 2–0                | 100%  | 2–0         | –           | –         | Vinto (4-6, 6-1, 6-4) Canadian Open 2019             |
| Numero 6 del ranking mondiale  |                    |       |             |             |           |                                                      |
| Markéta Vondroušová            | 0–2                | 0%    | –           | 0–1         | 0–1       | Perso (6(0)-7, 5-7) Berlin Ladies Open 2023          |
| Numero 7 del ranking mondiale  |                    |       |             |             |           |                                                      |
| Danielle Collins               | 1–0                | 100%  | –           | 1–0         | –         | Vinto (6-1, 6-1) Madrid Open 2022                    |
| Numero 8 del ranking mondiale  |                    |       |             |             |           |                                                      |
| Daria Kasatkina                | 3–0                | 100%  | 2–0         | –           | 1–0       | Vinto (7-6(5), 6-4) Canadian Open 2022               |
| Emma Navarro                   | 1–0                | 100%  | –           | 1–0         | –         | Vinto (6-1, 6-4) Open di Francia 2023                |
| Karolína Muchová               | 0–1                | 0%    | 0–1         | –           | –         | Perso (4-6, 2-6) Cincinnati Open 2021                |
| Numero 9 del ranking mondiale  |                    |       |             |             |           |                                                      |
| Julia Görges                   | 0–1                | 0%    | 0–1         | –           | –         | Perso (6-2, 5-7, 1-6) ASB Classic 2019               |
| Veronika Kudermetova           | 0–1                | 0%    | 0–1         | –           | –         | Perso (4-6, 0-6) Adelaide International 2023         |
| Andrea Petković                | 0–1                | 0%    | 0–1         | –           | –         | Perso (7-6(3), 1-6, 2-6) Washington Open 2017        |
| Numero 10 del ranking mondiale |                    |       |             |             |           |                                                      |
| Emma Raducanu                  | 2–0                | 100%  | 1–0         | 1–0         | –         | Vinto (6-3, 3-6, 6-2) Miami Open 2023                |
| Kristina Mladenovic            | 1–0                | 100%  | 1–0         | –           | –         | Vinto (6-2, 6-3) Washington Open 2017                |
| Beatriz Haddad Maia            | 2–1                | 67%   | 2–1         | –           | –         | Vinto (3-0 rit.) Pan Pacific Open 2024               |
| Totali                         | 38–38              | 50%   | 31–22 (58%) | 5–8 (38%)   | 2–8 (20%) | Aggiornato al 20 giugno 2025                         |

### Vittorie contro giocatrici Top 10
| Stagione | 2019 | 2020 | 2021 | 2022 | 2023 | 2024 | Totale |
| Vittorie | 8    | 0    | 0    | 2    | 1    | 1    | 12     |

| #    | Giocatrice           | Ranking | Evento                          | Superficie  | Turno | Punteggio        | Rank. BAR |
| ---- | -------------------- | ------- | ------------------------------- | ----------- | ----- | ---------------- | --------- |
| 2019 |                      |         |                                 |             |       |                  |           |
| 1.   | Caroline Wozniacki   | 3       | ASB Classic, Auckland           | Cemento     | 2T    | 6–4, 6–4         | 152       |
| 2.   | Elina Svitolina      | 6       | Indian Wells Open, Indian Wells | Cemento     | SF    | 6–3, 2–6, 6–4    | 60        |
| 3.   | Angelique Kerber (1) | 8       | Indian Wells Open, Indian Wells | Cemento     | F     | 6–3, 3–6, 6–4    | 60        |
| 4.   | Angelique Kerber (2) | 4       | Miami Open, Miami Gardens       | Cemento     | 3T    | 6–4, 4–6, 6–1    | 24        |
| 5.   | Kiki Bertens         | 5       | Canadian Open, Toronto          | Cemento     | 3T    | 6–1, 6(7)–7, 6–4 | 27        |
| 6.   | Karolína Plíšková    | 3       | Canadian Open, Toronto          | Cemento     | QF    | 6–0, 2–6, 6–4    | 27        |
| 7.   | Serena Williams (1)  | 10      | Canadian Open, Toronto          | Cemento     | F     | 3–1 rit.         | 27        |
| 8.   | Serena Williams (2)  | 8       | US Open, New York               | Cemento     | F     | 6–3, 7–5         | 15        |
| 2022 |                      |         |                                 |             |       |                  |           |
| 9.   | Danielle Collins     | 8       | Madrid Open, Madrid             | Terra rossa | 2T    | 6–1, 6–1         | 111       |
| 10.  | Dar'ja Kasatkina     | 9       | Canadian Open, Toronto          | Cemento     | 1T    | 7-6(5), 6-4      | 53        |
| 2023 |                      |         |                                 |             |       |                  |           |
| 11.  | Maria Sakkarī        | 10      | Miami Open, Miami Gardens       | Cemento     | 2T    | 5-7, 6-3, 6-4    | 31        |
| 2024 |                      |         |                                 |             |       |                  |           |
| 12.  | Beatriz Haddad Maia  | 10      | Pan Pacific Open, Tokyo         | Cemento     | 2T    | 3-0 rit.         | 159       |